# Cities: Skylines II
Cities: Skylines II är ett stadsbyggnadsspel utvecklat av Colossal Order och publicerat av Paradox Interactive. Spelet är en uppföljare till Cities: Skylines och har utvecklat flera av sina simuleringsfaktorer som stads- och befolkningsstorlekar, och förbättrad trafik- AI och ledningssystem. Den släpptes för Windows den 24 oktober 2023 och är planerad för PlayStation 5 och Xbox Series X/S under andra kvartalet 2024. Idén om spelet tog emot väl.

## Gameplay
Precis som Cities: Skylines ger Cities: Skylines II spelaren en virtuell tomt att skapa en stad inom. Spelare kan skapa vägar, zonindelningar, kraftverk och stadstjänster för att få in invånare och företag till staden. Spelaren kan ställa in stadspolicyer som skatter och regler för saker som bebyggelse och elförbrukning, detta för att påverka hur staden växer och från vilka de får hjälp med att fortsätta att expandera ut staden.
Inledningsvis kommer spelaren att vara begränsad till nio brickor med utrymme att bygga på, men har senare möjligheten till att expandera denna yta genom att köpa ytterligare brickor från stadsfonder då de ökar stadens komplexitet. Medan det första spelet var begränsat till 9 brickor som täckte 36 km2 yta (81 brickor med mods) och den senare utgåvan till 25 (100 km2), Cities: Skylines II kommer att tillåta spelare att bygga på upp till 441 brickor som täcker en yta på 159 km2 yta. Spelet kommer inte heller att ha några begränsningar för antalet medborgare som simuleras direkt av spelet, utanför en spelares dator- eller konsolgränser, i motsats till det första spelet som var begränsat till cirka 65 000 medborgare. Varje karta med spelet kommer att baseras på ett förinställt klimat som kommer att påverka väderbeteendet. Vädret och stadsbefolkningens beteende kommer att fungera på års- och dygnscykler, där varje dag-natt i spelet motsvarar en månads simuleringstid. Vinterperioder kommer att medföra effekter av snö och andra kalla förhållanden, medan sommarvädret kan medföra översvämningar och tornados. Sådana katastrofer kan mildras med ytterligare katastrofinsatser och tjänster inom staden.
Cities: Skylines II kommer att förbättra och expandera den robusta stadsbyggnadsmekanik som fans känner till från originalet, inklusive fullt realiserade transport- och ekonomiska system, förbättrade konstruktions- och anpassningsmöjligheter och avancerade moddningsmöjligheter. Spelare har mer kontroll över zonindelning av bostads-, kommersiella och industriella zoner, inklusive fler zontyper som till exempel blandade bostäder. Signaturbyggnader kan låsas upp genom specifika milstolpar och placeras inom zoner för att påverka kvaliteten på zonen. Snarare än rent avstånd som i det första spelet kommer medborgarna i spelet att använda mer intelligenta metoder för att bestämma vilken väg de ska åka, med hjälp av ruttlängd, kostnader, komfort och agentpreferenser. Tjänster som polis och brandstationer kan också tilldelas specifika distrikt för att förbättra deras responstider till skillnad från det första spelet. Förutom offentliga säkerhetstjänster, utbildning och sophantering, lägger Cities: Skylines II också till tjänster för kommunikation, välfärd och dödsfallshantering. Dessa tjänster kan utökas genom uppgraderingar på den befintliga byggnaden istället för att behöva bygga en separat servicebyggnad. Alternativen för kollektivtrafik och godstransport kommer att vara mer flexibla än någonsin tidigare, vilket möjliggör import och export till andra virtuella städer, och istället för att låsa upp vissa transportalternativ baserat på stadens storlek kommer Cities: Skylines II att ha ett utvecklings träd där spelarna kan använda utvecklingspoäng för att avancera och låsa upp önskade transportalternativ.
Cities: Skylines II kommer att fortsätta använda Unity-motorn, precis som sin föregångare. Till skillnad från det första spelet var Cities: Skylines II ursprungligen inriktat på att lanseras på både datorer och konsoler samtidigt, och skulle därför förbättra spelets prestanda på konsoler.
Cities: Skylines II avslöjades den 6 mars 2023, som en del av Paradox Announcement Show 2023.  Tillsammans med basspelet är 8 separata DLC redan planerade att släppas, inklusive San Francisco Set, Beach Properties Asset Pack, två Content Creator Pack, Bridges & Ports Expansion samt 3 radiostationer i Ultimate Edition-alternativet på Sidan för Windows, Xbox och Playstation. 
Den 28 september 2023 meddelade Paradox Interactive att konsolversionerna inte skulle släppas som förväntat den 24 oktober och att deras release hade försenats till våren 2024. De meddelade vidare att förbeställningar för konsolsläppen skulle stängas och att alla befintliga förbeställningar skulle återbetalas till köparna. Colossal Order förklarade att de försenade releasen för att förbättra kvaliteten på konsolspelet och optimeringen av både konsol- och Windows-versioner. Vid sidan av förseningen tillkännagav de också en höjning till minimispecifikationerna för PC-versionen av spelet.  Colossal Order uttalade vidare veckan innan PC-släppet att spelets prestanda kanske inte levde upp till förväntningarna vid lanseringen, men de har en serie patchar planerade för att förbättra detta. 
Colossal Order uttalade också i oktober 2023 att även om spelet kommer att stödja användarmodifieringar (mods) som originalet, kommer sådana mods att göras med hjälp av Paradox Mods-biblioteket som möjliggör plattformsoberoende stöd, snarare än genom Steam Workshop som det första spelet hade använt. 
Cities: Skylines II fick omdömet "allmänt gynnsamt", av Metacritic. 
Leana Hafer från IGN sa att, även om det har nya njutbara system, kan spelet bli bättre med innehåll efter lansering, och sa att "det känns som att spela en beta eller ett mycket tidigt spel med tidig tillgång." 